# Атомна, молекулярна и оптична физика
Атомна, молекулярна и оптична физика е раздел от физиката, изучаващ взаимодействията материя-материя и светлина-материя в много малък мащаб: единични атоми или структури, съдържащи няколко атома. Тези три области са групирани заедно поради техните взаимоотношения, сходството на използваните методи, както и сходството на нива на енергията, които са относително подобни. Физиците понякога съкращават наименованието на това изследователско поле като АМО физика. И трите области включват както класически изследвания, така и съвременни квантови разработки.

## Атомна физика
Атомната физика е дял на физиката, който изучава атома като цяло и по-специално външно-ядрените частици, като например електроните и тяхното поведение при взаимодействията с протоните и неутроните в ядрото. Тя 
изучава и електронната обвивка на атома. Този дял от физиката се различава от ядрената физика, макар сред широката публика двете понятия се асоциират. Атомната физика не разглежда вътрешно-ядрените процеси, изучавани от ядрената физика, макар че свойствата на ядрата могат също да бъдат важни за атомната физика – например при константата на тънката структура. Съвременните изследвания са съсредоточени върху дейности като квантов контрол, охлаждане и захващане на атоми и йони, ниско-температурна динамика на стълкновения, колективно поведение на атомите в слабо взаимодействащи си газове (кондензати на Бозе-Айнщайн и разредени изродени системи на Ферми), прецизно измерване на фундаменталните константи и ефект от корелация между електроните върху структурата и динамиката. 

## Молекулярна физика
Молекулярната физика разглежда групи от атоми, свързани в молекули и техните вътрешни и външни взаимодействия с материята и обмена на енергия помежду им или при външни въздействия.

## Оптична физика
Оптичната физика (физична оптика или вълнова оптика) е дял от оптиката, който изучава фундаменталните свойства на светлината при взаимодействието ѝ с веществото на микроскопично ниво. За разлика от нея геометричната оптика разглежда пътя на светлинните лъчи без да отчита вълновите свойства на светлината.